# Liste des émirs de Cordoue

Émirat de Cordoue vers l'an Mil.

Ceci est une liste chronologique des émirs qui ont dirigé l'émirat de Cordoue, de sa création, en 756, à sa transformation en califat, en 929.

## Liste des émirs de Cordoue
- Abd al-Rahman Ier (756-788), petit-fils de Hisham ibn Abd al-Malik, dixième calife omeyyade ;
- Hicham Ier (788-796), fils du précédent ;
- Al-Hakam Ier (796-822), fils du précédent ;
- Abd al-Rahman II (822-852), fils du précédent ;
- Muhammad Ier (852-886), fils du précédent ;
- Al-Mundhir (886-888), fils du précédent ;
- Abd Allah (888-912), fils de Muhammad Ier et frère du précédent ;
- Abd al-Rahman III (912-929), petit-fils du précédent.

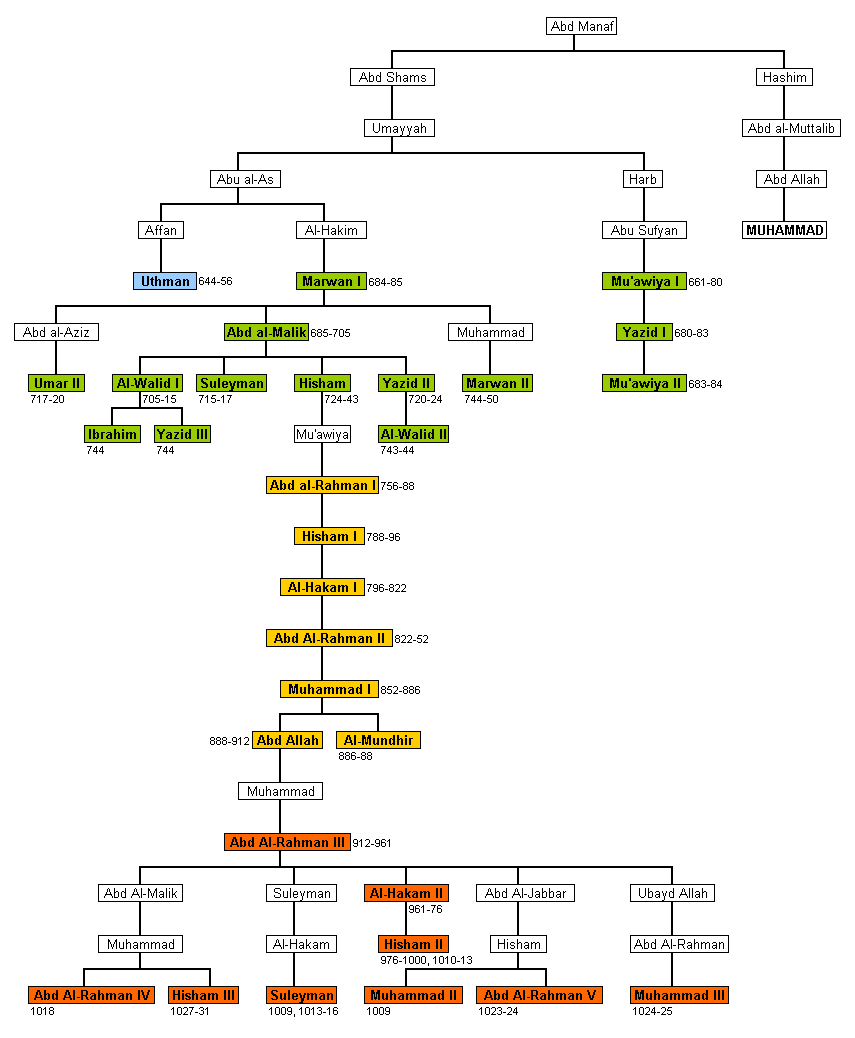
Arbre généalogique de la famille omeyyade.